# Anodonta oregonensis
Anodonta oregonensis är en musselart som beskrevs av I. Lea 1838. Anodonta oregonensis ingår i släktet Anodonta och familjen målarmusslor. IUCN kategoriserar arten globalt som otillräckligt studerad. Inga underarter finns listade i Catalogue of Life.